# Bancroft (Idaho)
Bancroft – miasto w Stanach Zjednoczonych, w stanie Idaho, w hrabstwie Caribou.